# Wilhelm Slavata

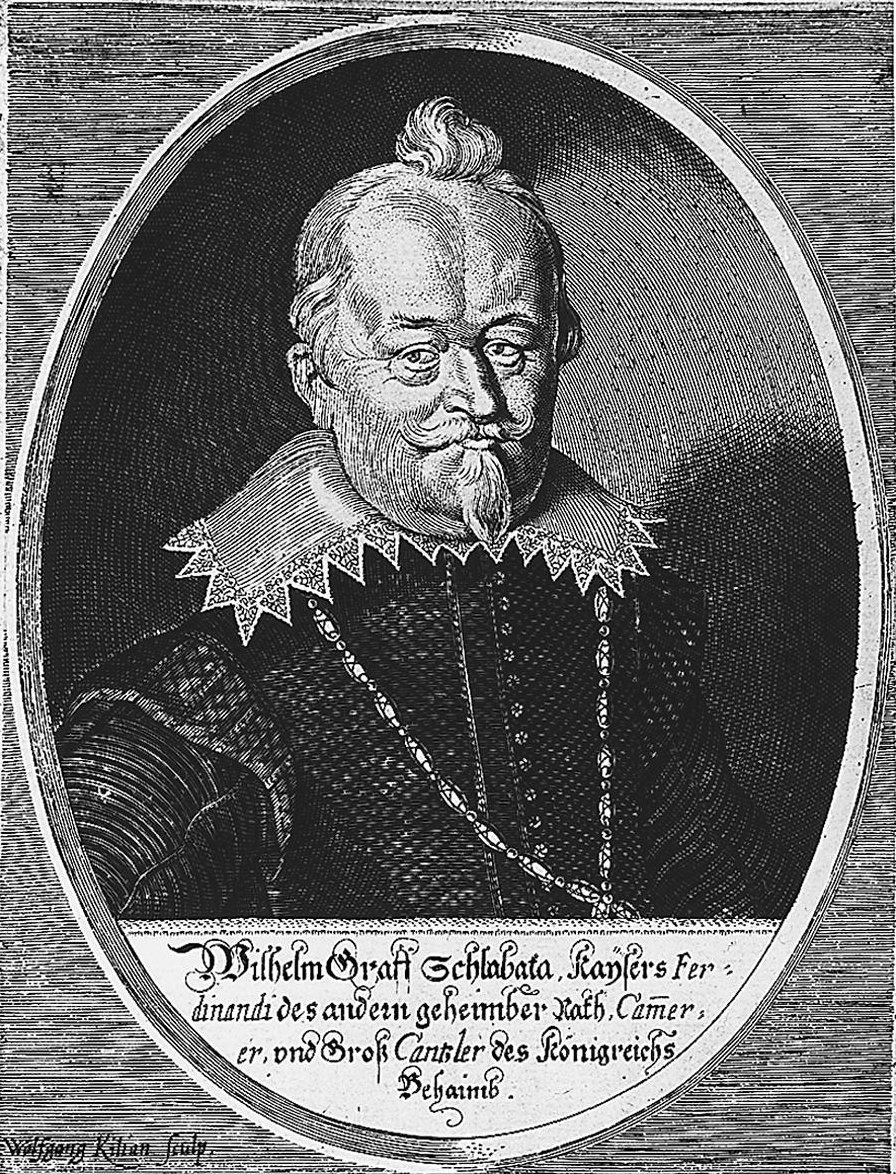
Kupferstich von Wolfgang Kilian

Wilhelm Slawata von Chlum und Koschumberg (auch  Slavata; tschechisch Vilém Slavata z Chlumu a Košumberka; * 1. Dezember 1572 in Čestín bei Kutná Hora (deutsch Kuttenberg); † 19. Januar 1652 in Jindřichův Hradec (Neuhaus)) war von 1623 bis 1625 Oberstlandkämmerer, danach Oberstkämmerer von Böhmen und von 1628 bis 1652 Oberstkanzler von Böhmen. Im Jahr 1621 wurde er in den Reichsgrafenstand erhoben und 1643 in den Orden vom Goldenen Vlies aufgenommen. In der Geschichtsschreibung wurde er als eines der Opfer des Zweiten Prager Fenstersturzes bekannt.

## Leben
Wilhelm Slawata entstammte dem böhmischen Adelsgeschlecht Slavata. Seine Eltern waren Adam Slawata von Chlum und Koschumberg († 1616) und Dorothea Kurzbach von Trachenberg († 1586). Er wurde im Geist der Böhmischen Brüder erzogen und studierte mit finanzieller Unterstützung seines Verwandten Adam II. von Neuhaus in Italien. Danach unternahm er Reisen durch Deutschland und die Niederlande und konvertierte 1597 zum Katholizismus, dessen entschiedener Verfechter er wurde. Anschließend trat er in die Dienste des Kaisers Rudolf II. Als dessen Günstling bekleidete er von 1600 bis 1604 das Amt des böhmischen Oberstmarschalls, danach war er Landrichter und Burggraf von Karlstein. Von 1611 bis 1617 war er Hofrichter und von 1612 bis 1618 zugleich Präsident der Böhmischen Kammer. Bereits 1617 wurde Slawata nach der Krönung Ferdinands II. zum böhmischen König von diesem zum Statthalter in Böhmen ernannt.
Gemeinsam mit Lobkowitz und Martinic widersetzte er sich der Legalisierung der böhmischen Konfession.
Am 23. Mai 1618 führte der Ständeaufstand zum Zweiten Prager Fenstersturz, bei dem Bewaffnete der oppositionellen böhmischen Stände in den Wladislav-Saal der Prager Burg eindrangen, darunter Wilhelms Bruder Heinrich Slawata. Sie warfen Wilhelm Slawata zusammen mit dem kaiserlichen Statthalter Graf von Martinitz und dem Schreiber Magister Philipp Fabrizius aus dem Fenster des Statthaltersaals im Ludwigsflügel der Prager Burg. Trotz einer beträchtlichen Fallhöhe kamen sie mit dem Leben davon. Slawata und Martinitz konnten unter Beschuss in das nahe gelegene Haus des Oberstkanzlers Zdeněk Vojtěch Popel von Lobkowitz, der sich in Wien befand, flüchten. Slawata hatte sich am Kopf verletzt, so dass eine weitere Flucht nicht möglich war.
Nach umfangreichen Zugeständnissen gegenüber den Aufständischen wurde Slawata am 28. Mai 1618 freigelassen. Nach einem Jahr Hausarrest nutzte er einen Kuraufenthalt in Teplice, um sich in das nahegelegene Kurfürstentum Sachsen abzusetzen. Die Aufenthaltsgenehmigung in der Stadt Meißen wurde für seine Familie zwar bestätigt, Kurfürst Johann Georg suchte jedoch keine Auseinandersetzung mit den böhmischen Ständen, so dass Slawata nach Passau weiterreiste, einem der Zentren der katholischen Exulanten aus Böhmen.

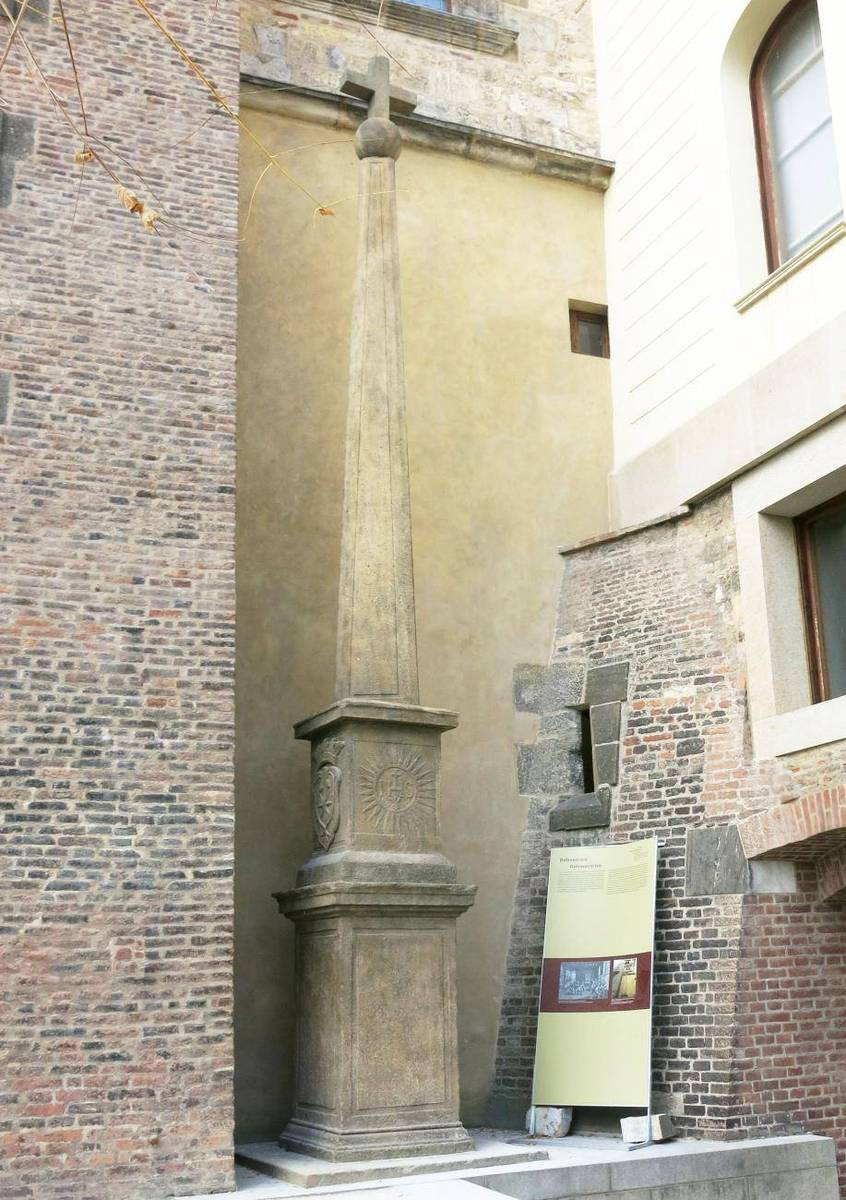
Obelisk Viléma Slavaty

Nach der Schlacht am Weißen Berg und der Änderung der Herrschaftsverhältnisse kehrte Wilhelm Slawata 1621 nach Böhmen zurück und verfolgte in seinem Herrschaftsbereich die Rekatholisierung der Bevölkerung. Ebenfalls 1621 wurde er in den Reichsgrafenstand erhoben und von Kaiser Ferdinand II. mit der Durchführung zahlreicher Missionen betraut. Von 1623 bis 1625 bekleidete er das Amt des Oberstlandkämmerers. Anschließend war er Oberstkämmerer und ab 1628 bis zu seinem Tode 1652 Oberstkanzler von Böhmen. Bereits 1643 wurde er in den Orden vom Goldenen Vlies aufgenommen. Am Habsburger Hof zu Wien und Prag zählte er zu den langjährigen Gegnern und Kritikern seines Vetters Wallenstein, gegen den er bereits 1624 eine 42 Punkte umfassende Anklageschrift verfasste, die dessen Erwerb von umfangreichem Großgrundbesitz mittels Kreditgeschäften, Währungsmanipulationen und Münzverschlechterung durch das Prager Münzkonsortium (mit Hilfe des Finanziers Hans de Witte) zum Gegenstand hatte.
Zum Andenken an den glücklichen Ausgang des Prager Fenstersturzes ließ Slawata an der östlichen Seite des Hradschins einen Gedenkstein in Form eines Obelisken errichten.

## Familie und Besitzungen

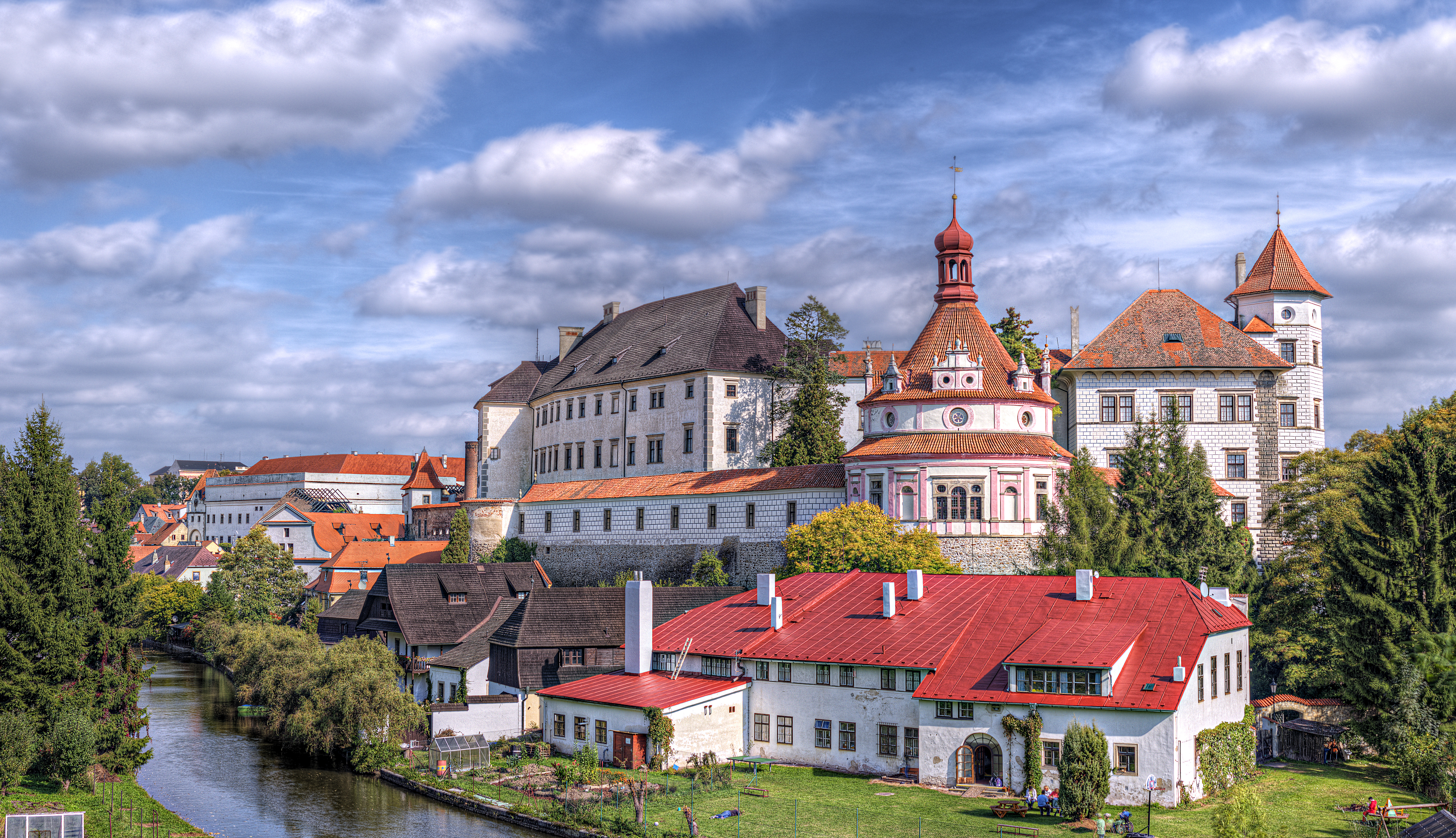
Schloss Jindřichův Hradec (Neuhaus)

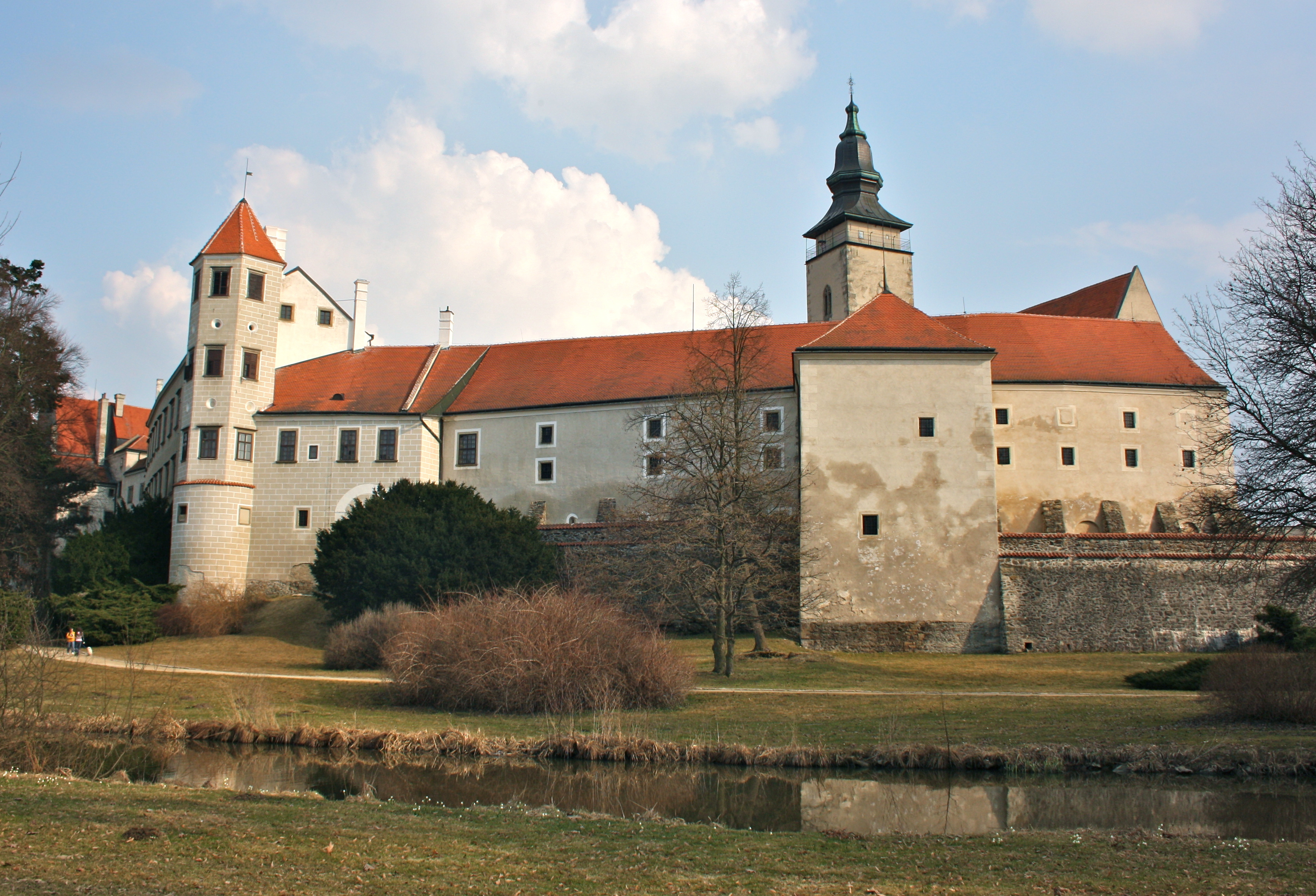
Schloss Teltsch

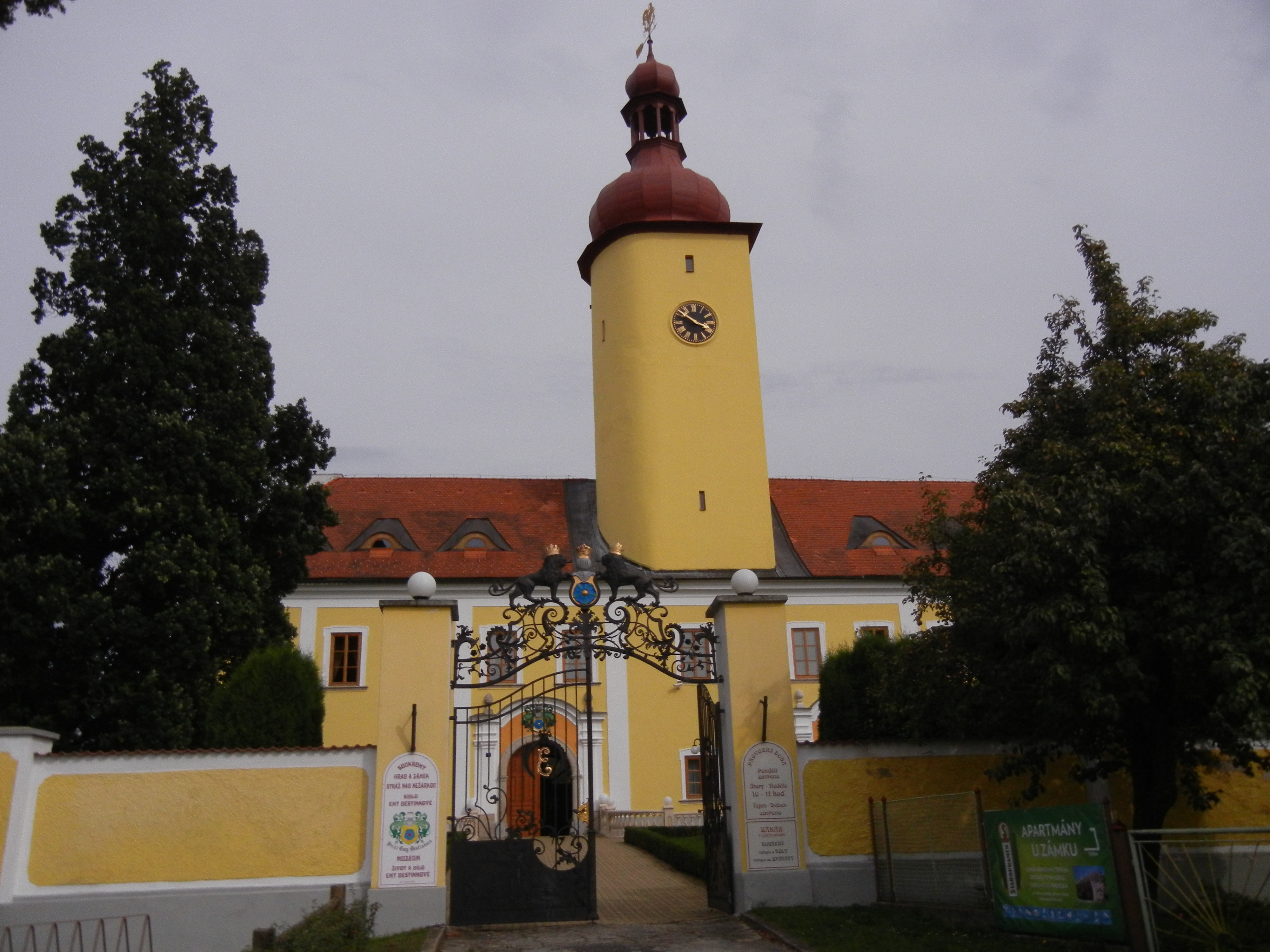
Schloss Stráž

Wilhelm Slawata war seit 1602 mit Lucie Otilie von Neuhaus verheiratet. Da Wilhelms Großmutter Elisabeth eine Schwester von Lucie Otilies Großvater Joachim von Neuhaus war, benötigten sie eine Heiratsgenehmigung vom Papst. Nach dem Tod Joachim Ulrichs 1604, der der letzte männliche Nachkomme der Herren von Neuhaus war, erbte seine Schwester Lucie Otilie dessen hinterlassene Besitzungen. Es waren die großen Herrschaften Neuhaus sowie Teltsch, die nach Lucie Otilies Tod 1633 an Wilhelm Slawata übergingen. Bereits 1602 erhielt Wilhelm Slawata von seinem Schwager Joachim Ulrich von Neuhaus und dessen Frau Maria Maximiliane von Hohenzollern die Herrschaft Stráž geschenkt und erwarb von ihnen käuflich das Prager Palais der Herren von Neuhaus. Ab 1616 durfte er sich als Regent des Hauses von Neuhaus bezeichnen. Das war ein beispielloser Aufstieg aus vollständiger Besitzlosigkeit in die Schicht der einflussreichsten Adelsmagnaten der böhmischen Ländern.
1641 erweiterte er seine Besitzungen mit dem Zukauf der benachbarten Herrschaft Červená Lhota.
Der Ehe Wilhelms Slawata mit Lucie Otilie von Neuhaus entstammten die Kinder:
- Adam Paul/Adam Pavel, (* 25. Januar 1603), früh verstorben
- Adam Paul/Adam Pavel (1604–1657), war Schüler am Münchner Jesuitenkolleg,[4] ⚭ 1626 Maria Margarete Theresia von Eggenberg (1617–1657). Die Ehe wurde 1632 annulliert.
- Franz Veit/František Vít (* 15. Juli 1605), früh verstorben
- Franz Veit/František Vít (1608–1645)
- Joachim Ulrich/Jáchym Oldřich (1606–1645), war wie sein Bruder Schüler am Münchner Jesuitenkolleg; ⚭ 1627 Maria Franziska Theresia von Meggau (1609–1676). Deren Sohn
  - Johann Karl Joachim/Jan Karel Jáchym (1641–1712) war General des Karmeliterordens und der letzte männliche Nachkomme der Slawata.

Wilhelms Ehefrau Lucie Otilie starb am 11. Januar 1633 in Wien. Da sie eine bedeutende Wohltäterin der Gnadenkapelle in Altötting gewesen war und zu Lebzeiten den Wunsch geäußert hatte, in der Kapelle beigesetzt zu werden, bewilligten Stiftsdekan Scheitenberger und das Kollegiatstift die Bestattung, die am Abend des 18. Mai 1633 in aller Stille erfolgte. Der bayerische Kurfürst Maximilian I. befürchtete, dass dieser Präzedenzfall Nachahmung finden könnte und zudem die Leichenausdünstungen schädliche Wirkungen auf die Gesundheit der Kapellenbesucher haben würden. In seiner Antwort auf das kurfürstliche Protestschreiben wies der Dekan unter anderem darauf hin, dass gesundheitliche Schäden nicht entstehen könnten, weil die Leiche zuerst in zwei Holzsärge und schließlich auch noch in einen Zinnsarg gelegt und tief in die Erde versenkt worden sei. Der Kurfürst entschied schließlich, dass weder Gedenkstein noch Grabplatte an oder über dem Bestattungsort in der Gnadenkapelle angebracht werden dürfen, was auch unterblieb.